# Mihael Mikić
Mihael Mikić (Zagreb, Croacia, 6 de enero de 1980) es un exfutbolista croata. Jugaba de volante.

## Selección nacional
Ha sido internacional con la selección de fútbol sub-21 de Croacia.

## Clubes
| Club                | País     | Año       |
| ------------------- | -------- | --------- |
| NK Inter Zaprešić   | Croacia  | 1996-1997 |
| Dinamo Zagreb       | Croacia  | 1997-2004 |
| FC Kaiserlautern    | Alemania | 2004-2006 |
| NK Rijeka           | Croacia  | 2006      |
| Dinamo Zagreb       | Croacia  | 2007-2008 |
| Sanfrecce Hiroshima | Japón    | 2009-2017 |
| Shonan Bellmare     | Japón    | 2018      |